# Mijas
Mijas este un oraș și municipiu în Provincia Málaga, Andaluzia în Spania.

## Istoria
Mijas a fost un sat care aparținea de Turdetania, fondat cu fortificații care mai există încă în platoul actual al peretelui. Mongolii și grecii au trecut pe aici, atrași de minerale și metale prețioase, care au abundat în zonă, acest lucru a fost menționat și de Ptolemeu în Geografia în secolul al II-lea.
Romanii îl numeau Tamisa și a rămas o rută comercială importantă, ajutat și de către construcția Via Apia ce leagă Malaga de Cadiz. Romanilor le este atribuită terasarea și plantarea primei vițe-de-vie aici.
Dominația romanilor a fost înlocuită cu dominația vizigoțiilor și a arabiilor care au urmat după capturarea orașului Malaga în anul 714. Musulmanii au permis locuitorilor din Tamisa să-și mențină proprietatea, religia și costumele, în schimbul a o treime din ceea ce au produs fermele lor. Aceștia au fost cei care au dat numele orașului, care a fost redenumit Mixa.

## Geografia
Municipalitatea din Mijas este una dintre cele mai mari din provincia Malaga, cu 148,8 km². Municipalitatea își extinde terenurile sale de la munții Mijas și Alpujata până la mare printr-un peisaj ondulator de dealuri și munți. Ambele fac parte dintr-o gama variată și prezintă o imagine de ansamblu abrubtă ce depășește 1.000 de metri, ajungând la 1.150 de metri la vârful Mijas.
Orașul are o dezvoltare urbană tot mai mare pe coastă și pe versanții munților. Centrul Mijas este situat la o altitudine de 428 metri deasupra nivelului mării.

## Clima
Climatul din Mijas, datorită apropierii de mare este cald temperat, având o medie de 18 °C, fără căldură excesivă în timpul verii și înghețuri puține în timpul iernii.
Precipitațiile sunt sub 600 ml pe an. Ele apar în principal, între noiembrie și ianuarie. Orașul se bucură de 2.920 ore de soare pe an.

## Economia
Domeniul principal de activitate economică din Mijas, ca și în alte locuri de pe Costa del Sol, este turismul și activitățile care decurg din acesta. Municipalitatea are 15 unități, inclusiv hoteluri, pensiuni și hostaluri împreună cu peste 2.400 de paturi, două dintre ele au 5 stele Hotel Byblos și Hotel La Cala Golf, și patru de patru stele.
Distribuția întreprinderilor după activitatea economică în 2004 a fost, după cum urmează: agricultură, creșterea animalelor și pescuit: 0,32 %, industrie: 5,45 %; în construcții: 18.66 %, și servicii: 75.61 %.

## Cultura
În oraș există numeroase muzee, cum ar fi de exemplu Muzeul de Istorie Etnologică. De asemenea există trei biblioteci: Biblioteca de Mijas Pueblo, Biblioteca de Las Lagunas, Biblioteca de La Cala. De asemenea în oraș au loc numeroase sărbători populare.

### Gastronomia
Gastronomia este una tipică pentru Andaluzia.

## Demografie
Creșterea demografică în primii ani ai acestui secol a fost spectaculoosă, doar între 2000 și 2005, populația a crescut cu 39 %, în principal datorită sosirii persoanelor în vârstă.
| 1900  | 1910  | 1920  | 1930  | 1940  | 1950  | 1960  | 1970  | 1980   | 1991   | 2000   | 2010   |
| ----- | ----- | ----- | ----- | ----- | ----- | ----- | ----- | ------ | ------ | ------ | ------ |
| 5.690 | 6.507 | 6.117 | 6.530 | 6.748 | 7.129 | 7.483 | 9.319 | 14.896 | 32.835 | 41.912 | 76.362 |